# 拉坎特
拉坎特（法語：La Quinte，法語發音：[la kɛ̃t]）是法国萨尔特省的一个市镇，属于马梅尔斯区。

## 地理
拉坎特（48°3'32"N, 0°2'16"E）面积8.81 平方千米，位于法国卢瓦尔河地区大区萨尔特省，该省份为法国西北部内陆省份，北起顺时针与奥恩省、厄尔-卢瓦省、卢瓦-谢尔省、安德尔-卢瓦尔省、曼恩-卢瓦尔省和马耶讷省接壤，是法国大西部的入口，连接卢瓦尔河谷、布列塔尼和巴黎盆地。
与拉坎特接壤的市镇（或旧市镇、城区）包括：屈尔、热河畔库朗、绍富尔圣母村、德格雷、贝尔奈讷维昂香槟。

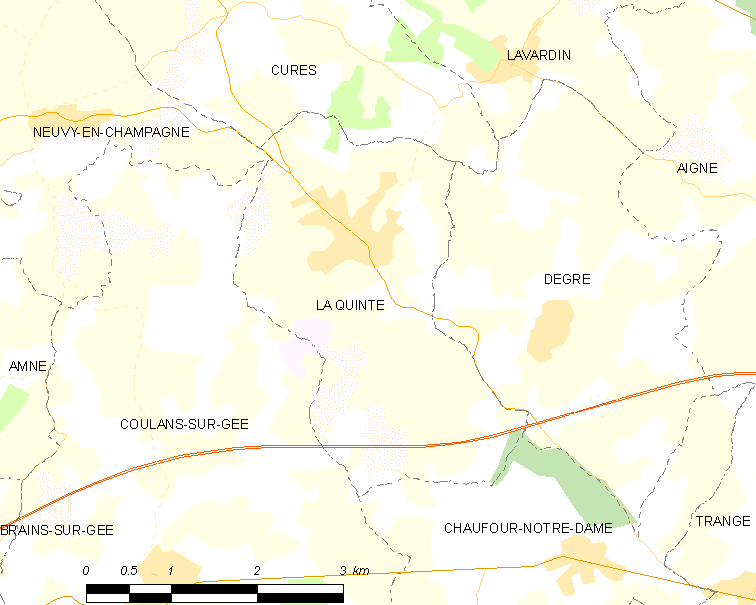
拉坎特的OSM定位图

拉坎特的时区为UTC+01:00、UTC+02:00（夏令时）。

## 行政
拉坎特的邮政编码为72550，INSEE市镇编码为72249。

## 政治
拉坎特所属的省级选区为卢埃县。

## 人口

1962-2008年间拉坎特人口变化图示

拉坎特于2022年1月1日时的人口数量为805人。